# Edgardo Mortara

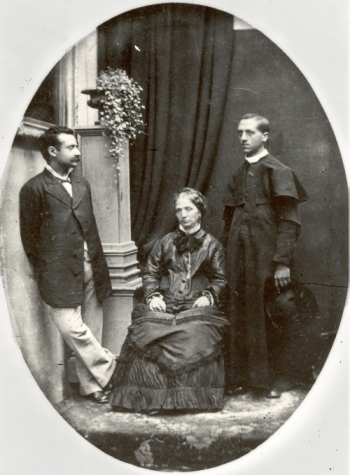
Edgardo Mortara (rechts) mit seiner Mutter

Edgardo Mortara (* 27. August 1851 in Bologna; † 11. März 1940 in Lüttich) war ein italienischer Augustiner-Chorherr, der in seiner Kindheit zum Opfer einer Entführung durch katholische Institutionen wurde.

## Leben und Wirken
Als Sohn jüdischer Eltern geboren, wurde Mortara als Kleinkind von dem christlichen Dienstmädchen Anna Morisi während einer angeblichen Erkrankung notgetauft. Da nach Kirchenstaatsrecht getaufte Kinder nicht von Juden erzogen werden durften, wurde er als Sechsjähriger von der päpstlichen Polizei aus seinem Elternhaus entführt und gegen den heftigen Widerstand der Eltern in einem Katechumenenhaus erzogen. Der Kampf der Eltern um ihr Kind blieb vergeblich, obwohl die Regierungen Frankreichs, Großbritanniens und Österreichs für sie beim Heiligen Stuhl intervenierten. Edgardo Mortara entschied sich 1865 dafür, in die Kongregation der Augustiner-Chorherren vom Lateran einzutreten. Er wurde mit 21 Jahren zum Priester geweiht.
Ähnliche Entführungsfälle von angeblich getauften Kindern nichtchristlicher Eltern hatte es im Kirchenstaat schon zuvor gegeben, ohne dass sie vergleichbares Aufsehen erregten. Vor dem Hintergrund des Kulturkampfes und des Risorgimento lieferte der Fall Edgardo Mortara in den Jahren 1858 bis 1860 insbesondere der liberalen Seite ein emotionales Argument für ihre Forderung nach einer Trennung von Staat und Kirche. Die katholische Seite verteidigte die Trennung von Eltern und Kind mit Berichten von einer wundersamen Bekehrung. In der Folge des Skandals ging die französische Schutzmacht des Kirchenstaates auf Distanz zum Papst.

## Leben

### Familienhintergrund und Lebenssituation der Juden im Kirchenstaat
Simon Mortara, Edgardo Mortaras Großvater, führte ein kleines Geschäft in der norditalienischen Stadt Reggio nell’Emilia, die zum Herzogtum Modena gehörte. Im Geschäft arbeiteten zunächst drei seiner Söhne mit, darunter auch Girolamo (Momolo) Mortara, Edgardo Mortaras Vater. 1850 siedelte Momolo Mortara gemeinsam mit seiner Frau Marianna Padovani und ihren fünf Kindern nach Bologna um. Nach Ansicht von David Kertzer war einer der Gründe für den Umzug, dass der Laden in Reggio nicht mehrere Familien ernähren konnte.
In Bologna bestand für Juden seit einer Verbannung durch Clemens VIII. im Jahre 1593 bis gegen Ende des 18. Jahrhunderts ein Niederlassungsverbot, so dass die wirtschaftliche Nische, in der sich die Juden Italiens traditionell betätigten, in dieser Stadt noch in der Mitte des 19. Jahrhunderts weitgehend unbesetzt war. Bologna war deutlich größer als Reggio nell’Emilia und bot als bedeutenderes Handelszentrum einem Kaufmann wie Momolo Mortara bessere berufliche Chancen, als dies in anderen oberitalienischen Städten der Fall war. 1858 lebten etwa zweihundert Juden in der Stadt, von denen die meisten Kaufleute waren. Sie verfügten weder über eine Synagoge noch über einen Rabbiner, sondern waren der religiösen Obhut des Rabbis von Cento unterstellt. Ansonsten unterschied sich die Lebenssituation einer jüdischen Familie in dem zum Kirchenstaat gehörenden Bologna auf den ersten Blick wenig von der in Reggio. In Reggio war es einem jüdischen Kaufmann nur gegen eine hohe jährliche Abgabe möglich, außerhalb des Ghettos zu wohnen oder einen Laden zu betreiben. In Bologna, der nach Rom größten Stadt des Kirchenstaates, waren Juden wie in den meisten kirchenstaatlichen Städten dagegen nicht ghettoisiert. Allerdings regelte der Editto sopra gli Ebrei (Erlass über die Juden) aus dem Jahre 1775 eindeutig, dass die Juden des Kirchenstaates keine christlichen Dienstboten beschäftigen durften. Diese spezifische Regelung gehörte jedoch zu denen des Editto, die nicht systematisch überwacht und geahndet wurden. Auch die Familie Mortara beschäftigte in Bologna christliche Dienstmädchen.

### Heimliche Taufe und Entführung
Der am 27. August 1851 geborene Edgardo war das erste Kind des Ehepaares Mortara, das in Bologna zur Welt kam. Gegen Ende des Jahres 1851 stellten sie ein neues Dienstmädchen ein. Anna Morisi, eine Analphabetin, war etwa achtzehn Jahre alt, als sie für die Familie zu arbeiten begann. Sie stammte aus dem nahe gelegenen Landstädtchen San Giovanni in Persiceto. Nach ihren Behauptungen taufte sie im August 1852 den zu diesem Zeitpunkt elf Monate alten Jungen, als dieser eine Kinderkrankheit durchmachte. Unter nicht vollständig geklärten Umständen (vielleicht über einen in der Nachbarschaft tätigen Drogisten, über eine im selben Haus tätige Dienstmagd oder im Beichtstuhl direkt von Anna Morisi) erfuhr Pater Pier Gaetano Feletti, Dominikanerpater und Inquisitor der Kurie, im Jahre 1857 von dieser Taufe. Gesichert ist, dass Pater Feletti am 26. Oktober 1857 die Römische Inquisition von dieser „Taufe“ des jüdischen Kindes Edgardo Mortara unterrichtete.
Am Abend des 23. Juni 1858 erschienen Wachtmeister Lucidi und ein weiterer Beamter bei Familie Mortara und baten zunächst um eine vollständige Nennung aller Familienmitglieder. Nachdem dies geschehen war, teilte Wachtmeister Lucidi den Eltern mit, dass der sechsjährige Edgardo getauft und somit ein Christ sei. Sie hätten deswegen auf Anweisung des Inquisitors das Kind mitzunehmen. Gegenüber Familienmitgliedern der Mortaras, die sofort Inquisitor Feleti im Kloster San Domenico aufsuchten, bestätigte dieser die Aussage des Marschalls. Edgardo Mortara sei heimlich getauft worden und dürfe als Katholik nicht in einem jüdischen Haushalt aufgezogen werden.
Da die Eltern keineswegs zu einer Übergabe bereit waren, brachte man zunächst die Mutter an einen anderen Ort und räumte eine Frist von vierundzwanzig Stunden ein; um eine Flucht unmöglich zu machen, blieb das Haus von Polizei umzingelt. „Am Abend des 24. Juni wurde Edgardo von zwei Gendarmen, die ihn mit Gewalt am Schreien hinderten, in einen Wagen verschleppt, der eiligst davonrollte.“ Im Rahmen eines späteren Prozesses gegen Pater Feletti äußerte Wachtmeister Lucidi, der die Entführung geleitet hatte, er sei von der Unmenschlichkeit des Vorgangs so bewegt gewesen, dass er im Falle ähnlicher Befehle „den Gehorsam verweigern“ würde.

### Erste Reaktionen
Zuerst glaubte die jüdische Gemeinde Bolognas, es handele sich um eine der im Kirchenstaat nicht seltenen Erpressungen, und bot noch vor Ablauf der vierundzwanzigstündigen Frist eine beträchtliche Summe, um den Knaben loszukaufen, allerdings ohne Erfolg. Ebenso erfolglos blieb nach einiger Zeit ein Bittgang der Eltern zu Papst Pius IX.; immerhin erhielten sie die Erlaubnis, ihren Sohn im Collegio Lateranense (Alatri) zu besuchen, in das er mittlerweile aufgenommen worden war.
Der Großvater Edgardos, Samuel Levi Mortara, reichte gleich nach der Eingliederung Bolognas in den italienischen Staat Beschwerde ein. Am 2. Januar 1860 wurde Pater Feletti verhaftet; am 16. April 1860 wurde verfügt, dass Edgardo zwar „entführt wurde, diese Entführung aber amtlich geschah“, und dass Feletti freizulassen sei. „Nach langen Schikanen, unsäglichen Leiden und großen finanziellen Verlusten blieb der Familie Mortara nichts anderes übrig, als nach Turin auszuwandern.“ Der Vater starb 1871, die Mutter 1895.

### Weiterer Werdegang
Edgardo wurde nach seiner Entführung wie angeordnet nach Rom in das Institut der Katechumenen gebracht, wo er eine Konditionaltaufe erhielt, weil die frühere gültige Spendung des Sakramentes nicht mit hinreichender Sicherheit feststand. Hierbei wurde ihm der zusätzliche Vorname Pius gegeben. 1865 trat Pio Edgardo Mortara dem Orden der Augustiner Chorherren vom Lateran bei. Um ihn der Militärpflicht zu entziehen, schickten ihn seine Oberen zunächst nach Tirol in das Stift Neustift, dann nach Frankreich und Spanien, wo er jeweils in Klöstern seines Ordens unterkam.
1873 wurde er mit einer Dispens des Papstes – denn er war eigentlich noch zu jung – zum Priester geweiht. Er sprach mehrere Sprachen und war in der Judenmission tätig, so in München, Mainz, Breslau und New York. Seine Eltern und Geschwister schien er allerdings als Juden zu akzeptieren. So wurde am 18. April 1900 ein Brief veröffentlicht, in dem er Gerüchten entgegentrat, seine Mutter sei vor ihrem Tod zum christlichen Glauben übergetreten. Während des Zweiten Weltkriegs starb er im Kloster Bouhay in der belgischen Ortschaft Bressoux, einem Stadtteil von Lüttich.

## Der Fall Mortara

### Das Problem der Taufe
Bereits Papst Benedikt XIV. hatte 1747 Zwangs- und scheinbare Nottaufen verurteilt. Ein von Papst Clemens VIII. 1764 veranlasstes und von Papst Pius VI. 1775 bestätigtes Dekret ging noch weiter und stellte die Taufe jüdischer Kinder durch Laien ohne Wissen und Billigung der Eltern unter schwere Strafe. Ausnahmesituationen sah die katholische Kirche lediglich dann gegeben, wenn das Kind von den Eltern ausgesetzt wurde oder das Kind sich in Todesgefahr befand. Sobald eine Taufe vollzogen war, mussten die kirchlichen Stellen nach eigenem Verständnis einschreiten. Dazu schrieb 1853 das offiziöse deutsche Kirchenlexikon von Wetzer und Welte:

„Die Taufe [wirkt] gleich der Firmung und der Priesterweihe nicht vorübergehend, sondern bleibend, indem sie der Seele einen unvertilgbaren Charakter einprägt. […] Durch die Taufe wird der Nichtchrist Christ und dies bleibt er für immer, der Christ kann dem Wesen nach nie wieder Nichtchrist werden.“

Papst Pius IX. schließlich trug einerseits das schwere Erbe einer gescheiterten kirchlichen Judenpolitik – andererseits „freute sich Pius' IX. fromme Seele“ über nichts mehr „als über diese Bekehrungszeremonien“.

### Zeitnahe Reaktionen
„Der Fall Mortara, über den die Zeitgenossen Unmengen von Artikeln schrieben, war in aller Munde und diente den Gegnern des Papstes zum willkommenen Beweis für dessen Willkürherrschaft.“ Zusammen mit der Damaskusaffäre war der Fall Mortara Anlass für die Gründung der Alliance Israélite Universelle. Wichtige Zeitungen im Piemont, in Frankreich, England und den Vereinigten Staaten übten scharfe Kritik am Vorgehen der Kurie; auch Napoleon III. protestierte. Der emeritierte französische Theologieprofessor Abbé Delaconture veröffentlichte eine Protestschrift, und der italienische Staatsmann Camillo Benso von Cavour verfasste zahlreiche Protestnoten.

### Wirkungsgeschichte

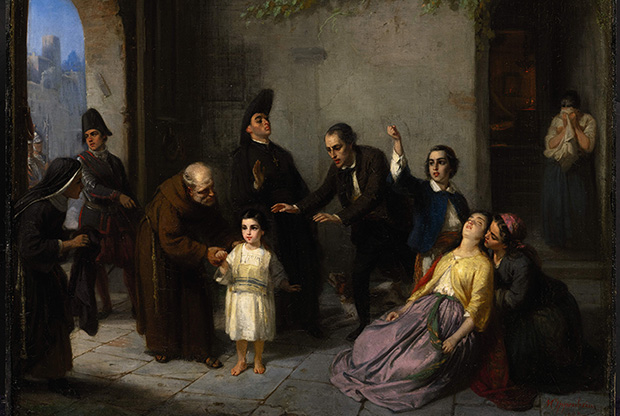
Die Entführung des Edgardo Mortara, Gemälde von Moritz Daniel Oppenheim, 1862

Der Historiker Thomas Brechenmacher bezeichnet den Fall Edgardo Mortara als eine Affäre, die wie ein Fanal über dem letzten Jahrzehnt des Kirchenstaates stand. Die dogmatische Haltung von Pius IX. im Fall lieferte nicht nur den Gegnern des Kirchenstaates ein wichtiges Argument, sondern kostete den Papst Sympathien bei Katholiken und dem Kirchenstaat Wohlgesinnten, und sie ließ auch dort Zweifel an der Berechtigung eines solchen theokratischen Staates aufkommen. Angesichts des zweifelhaften Leumunds von Anna Morisi, auf deren Bericht über eine Taufe allein die Entführung beruhte und die zum Zeitpunkt der Taufe erst 17 oder 18 Jahre alt war, wäre eine Entscheidung theoretisch möglich gewesen, dass die Taufe nicht rechtmäßig vollzogen war. Thomas Brechenmacher weist in seiner Analyse des Falls darauf hin, dass eine solche Entscheidung, hätte sich der Fall Jahre zuvor ereignet, durchaus möglich gewesen wäre. Vergleichbare Präzedenzfälle hatte es in der Vergangenheit gegeben. Doch in den Jahren kurz vor dem Ende des Kirchenstaates verfügte nach seiner Ansicht Pius IX. nicht mehr über diesen Handlungsspielraum. Jegliches Nachgeben wäre ihm als Zugeständnis an die Moderne ausgelegt worden, gegen die sich Pius  spätestens seit der Revolution von 1848 gestellt hatte. Deswegen blieb Pius IX. bei seiner dogmatischen Haltung, obwohl ihm selbst sein Kardinalstaatssekretär Giacomo Antonelli zu einer pragmatischeren Politik in diesem Fall riet.
Der Widerstand gegen die Seligsprechung von Papst Pius IX. im Jahr 2000 durch Vertreter der evangelischen Kirche, der orthodoxen Kirche und des Judentums sowie durch katholische Kirchenhistoriker nahm unter anderem Bezug auf den Raub Edgardo Mortaras; auch Nachfahren der Familie Mortara äußerten ihr Unverständnis.
Der Raub Edgardos wurde mehrfach auf die Bühne gebracht, so schon 1860 in Neapel („Una familia ebrea“) oder etwas später in Paris („La Tireuse de cartes“ von Victor Séjour). 2002 hatte ein Schauspiel des Pulitzer-Preisträgers Alfred Uhry mit dem Titel „Edgardo Mine“ Premiere. Dieses Schauspiel basierte auf David Kertzers Veröffentlichung „Die Entführung des Edgardo Mortara“, einer Arbeit, die 1997 auf Englisch erschien und in mehrere Sprachen übersetzt wurde. 2002 unterschrieb Anthony Hopkins für die Rolle des Papstes Pius IX. in dem Film „The Kidnapping of Edgardo Mortara“; im September desselben Jahres wurde das Projekt jedoch „auf Eis gelegt“. Der italienische Regisseur Marco Bellocchio verfilmte die Handlung schließlich 2023 im Film „Rapito“ („Die Bologna-Entführung – Geraubt im Namen des Papstes“).

## Literatur

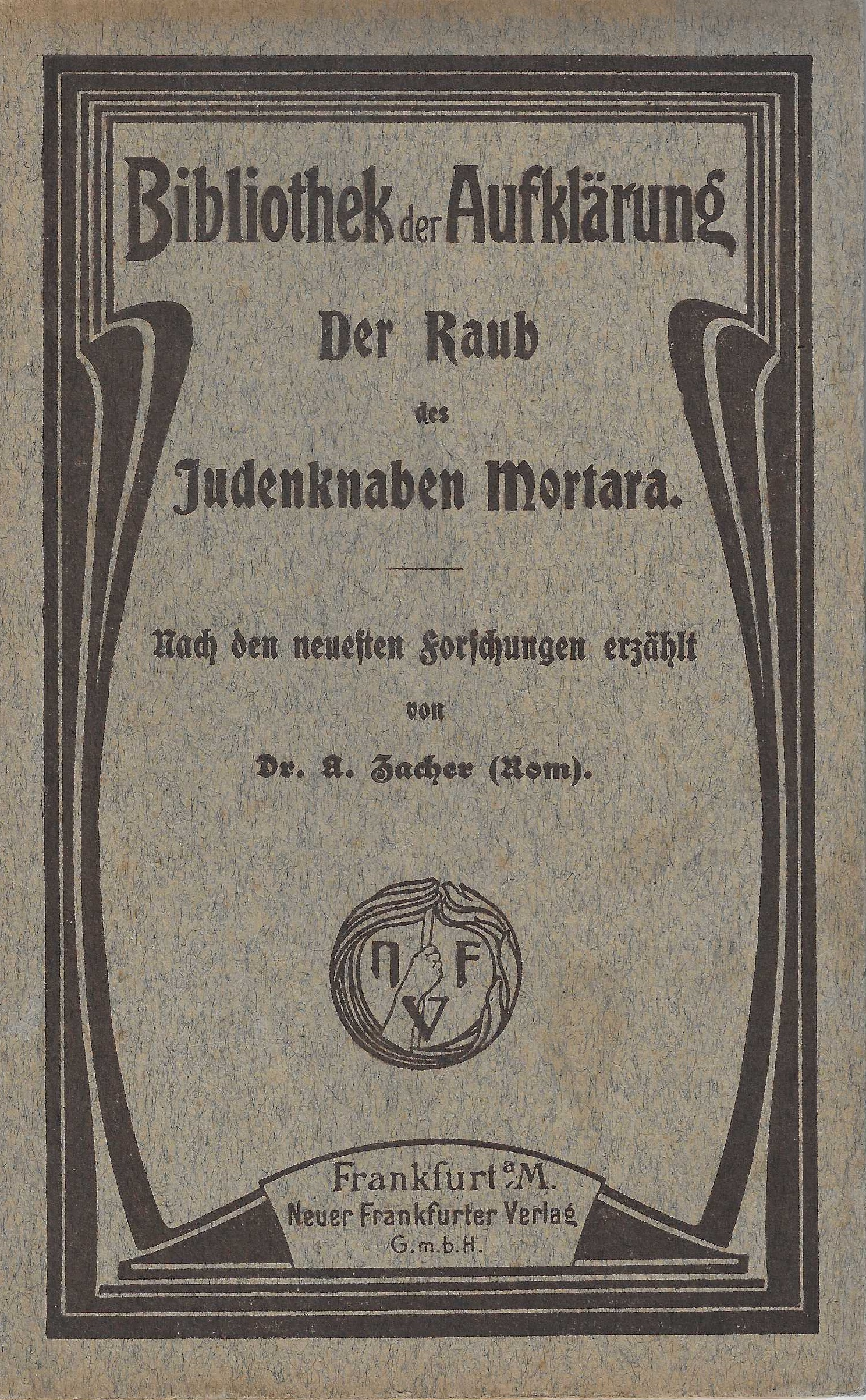
Albert Zachers Veröffentlichung von 1908 (Außentitel)